# Rathaus Schwalenberg

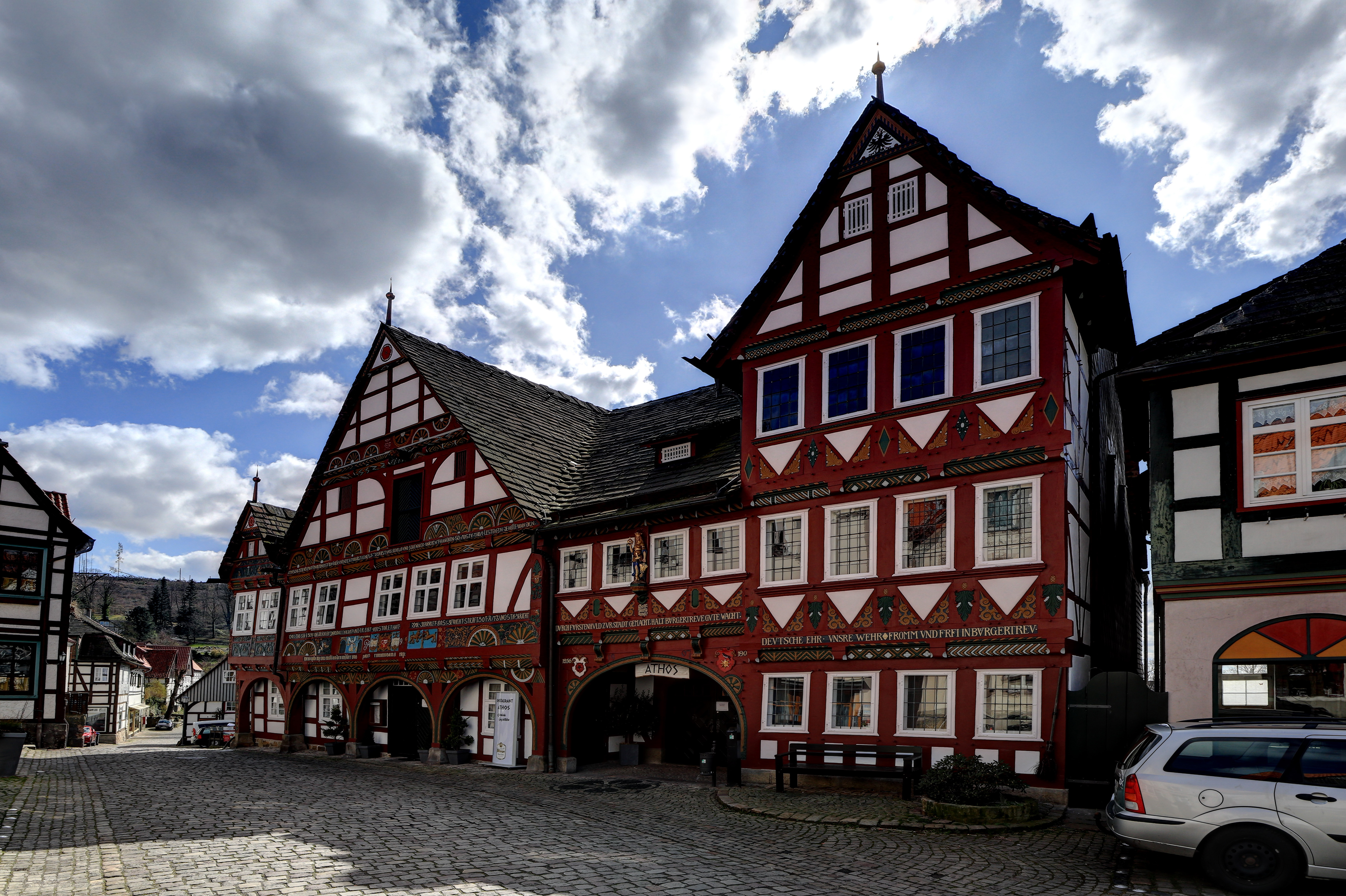
Rathaus Schwalenberg März 2020

Das Rathaus Schwalenberg ist ein Fachwerkbau im lippischen Schwalenberg, der 1579 als Rathaus erbaut wurde. Das 1603 und 1907 um Anbauten erweiterte Gebäude gilt als das bedeutendste Bauwerk des kleinen Ortes und steht unter Denkmalschutz. 